# ژان فرانسوا شاربونیه
ژان فرانسوا شاربونیه (انگلیسی: Jean-François Charbonnier؛ ۱۸ ژانویه ۱۹۵۹ – ۷ دسامبر ۲۰۲۰) بازیکن فوتبال اهل فرانسه بود.
از باشگاه‌هایی که در آن بازی کرده‌است می‌توان به باشگاه فوتبال پاری سن ژرمن، باشگاه فوتبال کن، باشگاه فوتبال پاریس، و باشگاه فوتبال استاد رنس اشاره کرد.